# Посольство України в Греції
Посольство України в Грецькій Республіці — дипломатична місія України в Грецькій Республіці, знаходиться в Афінах.

## Завдання посольства
Основне завдання Посольства України в Афінах представляти інтереси України, сприяти розвиткові політичних, економічних, культурних, наукових та інших зв'язків, а також захищати права та інтереси громадян і юридичних осіб України, які перебувають на території Греції.
Посольство сприяє розвиткові міждержавних відносин між Україною і Грецією на всіх рівнях, з метою забезпечення гармонійного розвитку взаємних відносин, а також співробітництва з питань, що становлять взаємний інтерес. Посольство виконує також консульські функції.

## Історія дипломатичних відносин

Група співробітників посольства УНР в Афінах (Грецьке королівство).

Після проголошення незалежності Україною 24 серпня 1991 року Греція визнала незалежність України 31 грудня 1991 року. Дипломатичні відносини з Грецькою Республікою встановлено 15 січня 1992 року.. У травні 1992 року Україна відкрила у Греції Почесне Консульство. В червні 1993 року було відкрито Посольство України в Грецькій Республіці. У 2004 році Україна відкрила Генеральне консульство України у місті Салоніки. Згодом були започатковано три Почесні консульства України: в місті Пірей, в місті Ретимно на острові Крит та в місті Патра.

## Керівники дипломатичної місії
1. Матушевський Федір Павлович (1918)
2. Левицький Модест Пилипович (1919—1921)
3. Корнєєнко Борис Іванович (1993—1997)
4. Сергєєв Юрій Анатолійович (1997—2000)
5. Кальник Віктор Мартинович (2001—2005)
6. Цибух Валерій Іванович (2005—2010)
7. Шкуров Володимир Анатолійович (2010—2016)
8. Косенко Наталія Євгенівна (2016—2018) т.п.
9. Шутенко Сергій Олександрович (2018-2023)[2]

## Генеральне консульство України в Салоніках
- Адреса: вул. Кундуріоту 2, місто Салоніки, 54 625, Греція
- Генеральні консули України в Солоніках

1. Шкуров Володимир Анатолійович (2003—2005)
2. Клименко Юрій Аркадійович (2005—2006)
3. Шутенко Сергій Олександрович (2006—2010)
4. Сибіга Ігор Іванович (2010—2012)
5. Владимиров Артем Олександрович (2012—2014)
6. Воронін Олександр Степанович (2014—)

## Події в посольстві
- 29 листопада 2017 року Посольство України в Грецькій Республіці у рамках відзначення 25–річчя встановлення дипломатичних стосунків між Україною та Грецією, а також   з нагоди відзначення 100-ї річниці дипломатичної служби України провело у Культурно-Інформаційному Центрі урочисту презентацію культурологічного іміджевого проекту «Чарівний світ творів художників України»
- 21 грудня 2017 року Посольство України в Грецькій Республіці провело представницький захід, присвячений відзначенню 100-річчя української дипломатичної служби, з експозицією виставки фото- і архівних матеріалів «Українська дипломатична служба 1917 - 1924 рр.
- У ніч на 20 січня 2018 року група невідомих здійснила підпал приватних машин співробітників посольства України в Греції[3]. Територію, прилеглу до будівлі посольства, було закидано пляшками із запальною сумішшю. Ніхто з представників дипломатичного персоналу не постраждав[4][5][6].